# Platnickina antoni
Platnickina antoni là một loài nhện trong họ Theridiidae.
Loài này thuộc chi Platnickina. Platnickina antoni được Eugen von Keyserling miêu tả năm 1884.